# Potamotrygonidae
Famille
Potamotrygonidae est une famille de raies, dont toutes les espèces se trouvent en Amérique du Sud.

## Liste des genres
Selon World Register of Marine Species (14 octobre 2014) :
- genre Paratrygon Duméril, 1865
- genre Plesiotrygon Rosa, Castello et Thorson, 1987
- genre Potamotrygon Garman, 1877

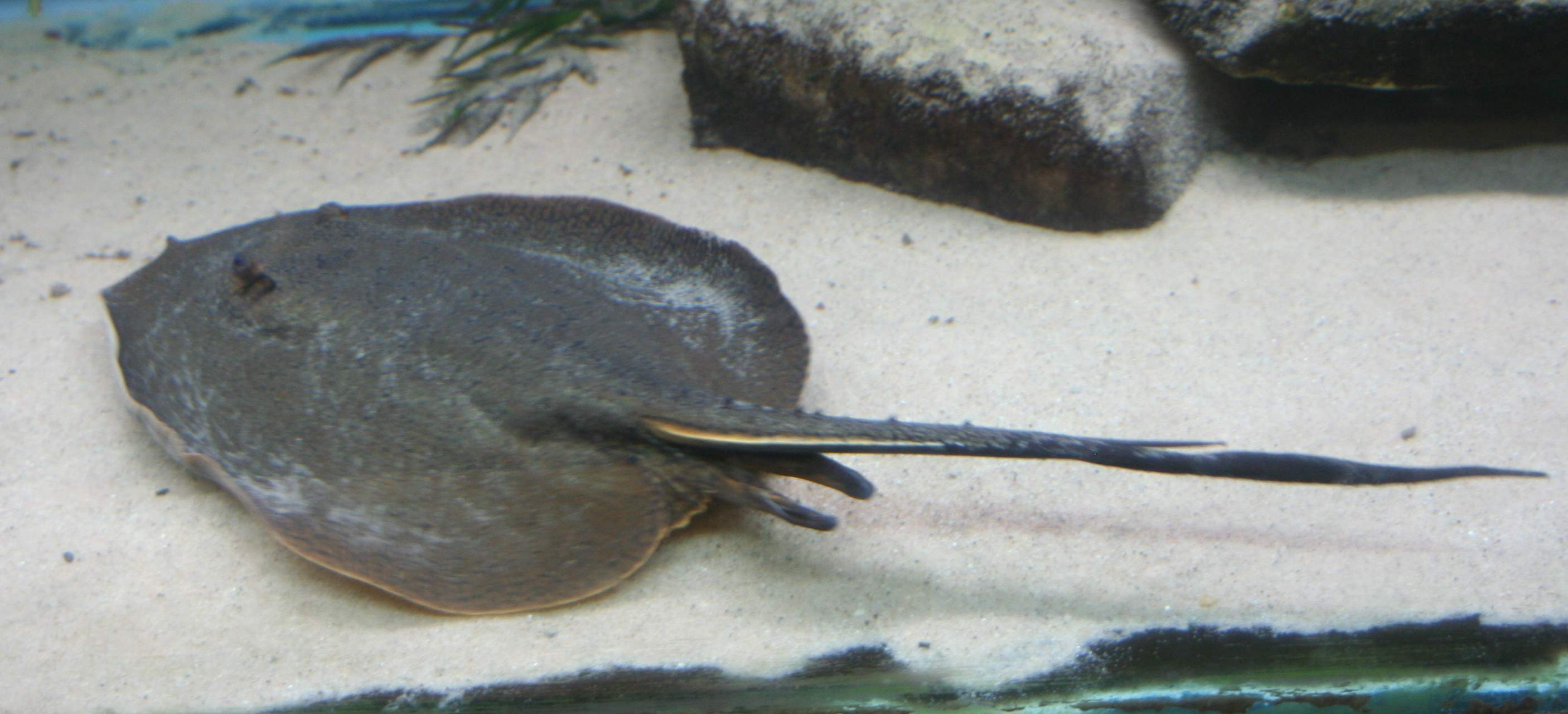
Plesiotrygon iwamae
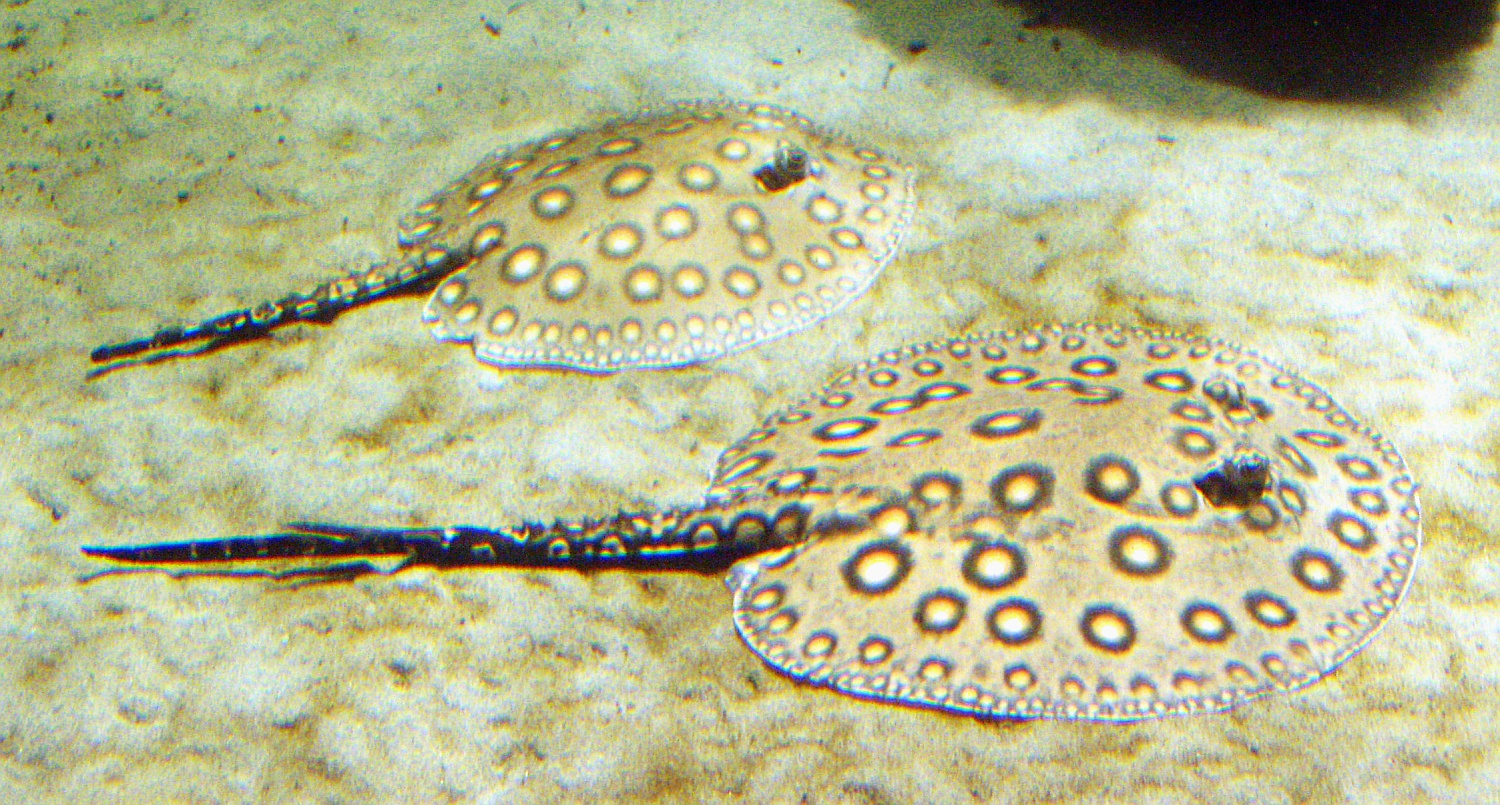
Potamotrygon motoro